# Conseil de la République (Biélorussie)
Pour les autres articles nationaux ou selon les autres juridictions, voir Conseil de la République (homonymie).
8e législature
Bâtiment du Conseil de la République
Le Conseil de la République (en biélorusse : Савет Рэспублікі romanisé : Saviet Respubliki ; en russe : Совет Республики romanisé : Sovet Respubliki) est la chambre haute de l'Assemblée nationale de Biélorussie. Il est créé par le référendum constitutionnel du 24 novembre 1996.

## Composition
Le Conseil de la République représente les territoires. 
Il est composé de 64 membres :
- 56 membres sont élus ;
  - 8 conseillers pour chacune des 6 régions du pays (les oblast) et Minsk, la capitale.
- 8 conseillers sont nommés par le chef de l'État.

## Élections
Dans chaque région et la capitale, le conseil des représentants locaux élit, parmi ses membres, 8 représentants au scrutin majoritaire plurinominal.
- Durée du mandat : 4 ans. Une dissolution est susceptible de réduire cette durée.

Éligibilité :
- être citoyen biélorusse
- être âgé d'au moins 30 ans,
- être résident dans la circonscription d'élection depuis au moins 5 ans.
- être présenté par le présidium des conseils locaux de députés dans les régions et à Minsk.

Incompatibilité :
- membre de la Chambre des représentants,
- membre du gouvernement,
- président de la République,
- juge.

## Présidence
- Présidente : Natalia Kotchanova (en) élue le 6 décembre 2019[1].
- Secrétaire général : Gleb Bedritsky